# Сотня (телесериал)
«Со́тня» или «100» (англ. The 100) — сериал по заказу американского телеканала CW, съёмки которого проходили в Ванкуверe (Канада). Сериал разработан Джейсоном Ротенбергом и основан на одноимённой серии романов американской писательницы Кэсс Морган. Премьера шоу состоялась в среду, 19 марта 2014 года. Премьера седьмого финального сезона состоялась 20 мая 2020 года на CW.

## Сюжет
Спустя 97 лет после ядерного взрыва считается, что на Земле никого не осталось. Все выжившие обитают на гигантской космической орбитальной станции «Ковчег». Ресурсы станции ограничены, поэтому за любой проступок совершеннолетнего наказание — смертная казнь. На Землю решено отправить сотню несовершеннолетних правонарушителей, которые проверят, насколько планета пригодна к жизни.
Сотня должна была высадиться в районе Вашингтона, около старой военной базы «Гора Везер» (англ. Mount Weather), однако корабль приземляется несколько в стороне от цели. Как оказывается, поверхность Земли вполне обитаема, но опасна. Сразу передать данные на борт станции они не смогли, так как радио при посадке вышло из строя. Сотне приходится противостоять диким племенам и мутантам, выжившим после апокалипсиса, и прорываться к цели. Руководство «Ковчега» разрабатывало операцию исхода на Землю, однако планы были нарушены восстанием и взрывом на борту. После этого части обитателей «Ковчега» удаётся спастись и приземлиться. Внутри горы Везер, в подземном бункере, выжила небольшая цивилизованная колония землян, с которой сотня устанавливает контакт.
Как выясняется, причиной ядерной войны стал вышедший из-под контроля искусственный интеллект A.L.I.E., который до сих пор активен. Главной героине Кларк Гриффин удаётся найти и вывести из строя его центральный процессор. Но опасность остаётся, так как под управлением A.L.I.E. находились многие ядерные реакторы планеты, и опасность радиационного заражения снова в силе.

## В ролях
| Актёр             | Персонаж                       | Появление в сезонах | Появление в сезонах | Появление в сезонах | Появление в сезонах | Появление в сезонах | Появление в сезонах | Появление в сезонах | Появление в сезонах |
| Актёр             | Персонаж                       | 1                   | 2                   | 3                   | 4                   | 5                   | 6                   | 7                   | Эпизоды             |
| ----------------- | ------------------------------ | ------------------- | ------------------- | ------------------- | ------------------- | ------------------- | ------------------- | ------------------- | ------------------- |
| Элайза Тейлор     | Кларк Гриффин                  | 13                  | 16                  | 15                  | 13                  | 13                  | 13                  | 13                  | 96                  |
| Пейдж Турко       | Эбигейл (Эбби) Гриффин         | 10                  | 12                  | 11                  | 10                  | 10                  | 10                  | 1                   | 64                  |
| Томас Макдонелл   | Финн Коллинз                   | 13                  | 9                   |                     |                     |                     |                     |                     | 22                  |
| Элай Гори         | Уэллс Джаха                    | 5                   | 1                   |                     | 1                   |                     |                     |                     | 7                   |
| Боб Морли         | Беллами Блейк                  | 13                  | 16                  | 15                  | 13                  | 12                  | 13                  | 6                   | 88                  |
| Мария Авгеропулос | Октавия Блейк                  | 13                  | 16                  | 15                  | 12                  | 12                  | 13                  | 14                  | 95                  |
| Келли Ху          | Сиси Картвиг                   | 1                   |                     |                     |                     |                     |                     |                     | 1                   |
| Кристофер Ларкин  | Монти Грин                     | 8                   | 11                  | 12                  | 10                  | 10                  | 2                   |                     | 53                  |
| Девон Бостик      | Джаспер Джордан                | 10                  | 12                  | 12                  | 9                   |                     |                     |                     | 43                  |
| Исайя Вашингтон   | Телониус Джаха                 | 10                  | 11                  | 12                  | 10                  | 1                   |                     |                     | 44                  |
| Генри Иан Кьюсик  | Маркус Кейн                    | 10                  | 12                  | 12                  | 11                  | 10                  | 3                   |                     | 58                  |
| Линдси Морган     | Рэйвен Рэйес                   | 11                  | 12                  | 11                  | 11                  | 10                  | 10                  | 12                  | 77                  |
| Рики Уиттл        | Линкольн                       | 8                   | 13                  | 7                   |                     |                     |                     |                     | 28                  |
| Ричард Хармон     | Джон Мёрфи                     | 8                   | 11                  | 12                  | 10                  | 10                  | 10                  | 12                  | 73                  |
| Зак Макгоуэн      | Роан                           |                     |                     | 6                   | 10                  |                     |                     | 1                   | 17                  |
| Тася Телес        | Эко (Эш)                       |                     | 2                   | 1                   | 9                   | 10                  | 10                  | 13                  | 45                  |
| Шеннон Кук        | Джордан Джаспер Грин           |                     |                     |                     |                     | 1                   | 7                   | 11                  | 19                  |
| Джей Ар Борн      | Рассел Лайтборн VII / Шейдхэда |                     |                     |                     |                     |                     | 10                  | 12                  | 22                  |
| Чуку Моду         | Хавьер / Габриэль Сантьяго     |                     |                     |                     |                     |                     | 10                  | 12                  | 22                  |
| Шелби Фланнери    | Хоуп Дайоза                    |                     |                     |                     |                     |                     | 1                   | 12                  | 13                  |
| Всего эпизодов    | Всего эпизодов                 | 13                  | 16                  | 16                  | 13                  | 13                  | 13                  | 16                  | 100                 |

↑  1. Келли Ху играла одну из главных ролей только в пилотном эпизоде. Далее она в сериале не появляется.

## Производство
В начале октября 2012 года The CW купил у Alloy Entertainment сценарий пилотного эпизода, а 25 января 2013 года заказал съёмки этого эпизода. В ходе кастинга к пилоту присоединились несколько известных актёров (Генри Йен Кьюсик, Пейдж Турко и Исайя Вашингтон), что в целом несвойственно для сериалов The CW.. На главную роль была взята австралийская актриса Элиза Тейлор. Большинство актёров — канадцы, в числе других — граждане Содружества или проживающие в Ванкувере (Канада), где снимался сериал. 9 мая 2013 года канал утвердил пилот и заказал сериал для трансляции в сезоне 2013-14 годов.
8 мая 2014 года сериал был продлён на второй сезон.
11 января 2015 года канал продлил сериал на третий сезон, который стартовал 21 января 2016 года.
11 марта 2016 года сериал был продлён на четвёртый сезон.
10 марта 2017 года сериал был продлён на пятый сезон. Его премьера состоялась 24 апреля 2018 года.
В мае 2018 года сериал был продлён на шестой сезон. Премьера шестого сезона состоялась 30 апреля 2019 года.
В апреле 2019 года сериал был продлён на седьмой сезон, который стал финальным.

## Эпизоды
| Сезон | Сезон | Эпизоды | Оригинальная дата показа | Оригинальная дата показа | Рейтинг Нильсена | Рейтинг Нильсена   |
| Сезон | Сезон | Эпизоды | Премьера сезона          | Финал сезона             | Ранк             | Зрители (миллионы) |
| ----- | ----- | ------- | ------------------------ | ------------------------ | ---------------- | ------------------ |
|       | 1     | 13      | 19 марта 2014            | 11 июня 2014             | 150              | 2,59               |
|       | 2     | 16      | 22 октября 2014          | 11 марта 2015            | 157              | 2,46               |
|       | 3     | 16      | 21 января 2016           | 19 мая 2016              | 165              | 1,94               |
|       | 4     | 13      | 1 февраля 2017           | 24 мая 2017              | 158              | 1,47               |
|       | 5     | 13      | 24 апреля 2018           | 7 августа 2018           | 182              | 1,61               |
|       | 6     | 13      | 30 апреля 2019           | 6 августа 2019           | 165              | 1,30               |
|       | 7     | 16      | 20 мая 2020              | 30 сентября 2020         | 185              | 0,62               |

## Реакция

### Отзывы критиков
На сайте-агрегаторе Rotten Tomatoes первый сезон сериала держит 72 % «свежести». На Metacritic первый сезон получил 63 баллов из ста. На сайте Rotten Tomatoes второй и третий сезоны сериала держат 100 % «свежести».

### Рейтинги
| Сезон | Эпизоды | Таймслот (ET) | Премьера сезона | Премьера сезона    | Финал сезона   | Финал сезона       | ТВ сезон | Ранк | Зрители (миллионы) |
| Сезон | Эпизоды | Таймслот (ET) | Дата            | Зрители (миллионы) | Дата           | Зрители (миллионы) | ТВ сезон | Ранк | Зрители (миллионы) |
| ----- | ------- | ------------- | --------------- | ------------------ | -------------- | ------------------ | -------- | ---- | ------------------ |
| 1     | 13      | Среда 21:00   | 19 марта 2014   | 2,73               | 11 июня 2014   | 1,68               | 2013/14  | #150 | 2,59               |
| 2     | 16      | Среда 21:00   | 22 октября 2014 | 1,54               | 11 марта 2015  | 1,34               | 2014/15  | #157 | 2,46               |
| 3     | 16      | Четверг 21:00 | 21 января 2016  | 1,88               | 19 мая 2016    | 1,31               | 2015/16  | #165 | 1,94               |
| 4     | 13      | Среда 21:00   | 1 февраля 2017  | 1,21               | 24 мая 2017    | 0,91               | 2016/17  | #158 | 1,47               |
| 5     | 13      | Среда 21:00   | 24 апреля 2018  | TBA                | 7 августа 2018 | TBA                | 2017/18  | TBA  | TBA                |